# Élections générales britanniques de 1895
Les élections générales britanniques de 1895 se sont déroulées du 13 juillet au 7 août 1895. Ces élections sont remportées par le Parti conservateur de Lord Salisbury, qui obtient la majorité absolue.

## Résultats
| Parti | Parti                                         | Candidats | Candidats    | Candidats | Candidats | Votes     | Votes | Votes |
| Parti | Parti                                         | Présentés | Élus         | +/-       | %         | Nombre    | %     | +/-   |
| ----- | --------------------------------------------- | --------- | ------------ | --------- | --------- | --------- | ----- | ----- |
|       | Parti conservateur et Parti libéral unioniste | 589       | 411 (340+71) | +98       | 61,3      | 1 894 772 | 49    | +2    |
|       | Parti libéral                                 | 445       | 177          | -95       | 26,4      | 1 765 266 | 45,7  | +0.3  |
|       | Parti parlementaire irlandais                 | 103       | 82           | +1        | 12,2      | 149 530   | 4     | -3    |
|       | Parti travailliste indépendant                | 28        | 0            | 0         | 0         | 44 325    | 1     | N/A   |
|       | Fédération social-démocrate                   | 4         | 0            | 0         | 0         | 3 730     | 0.1   | N/A   |
|       | Nationalistes indépendants                    | 2         | 0            | 0         | 0         | 3 429     | 0,1   | N/A   |
|       | Libéral unioniste indépendant                 | 2         | 0            | 0         | /         | 2 677     | 0,1   | N/A   |
|       | Libéraux indépendants                         | 4         | 0            | -1        | 0         | 1 893     | 0,1   | N/A   |
|       | Travailliste indépendant                      | 1         | 0            | -3        | 0         | 608       | 0,0   | N/A   |
|       | Indépendants                                  | 2         | 0            | 0         | 0         | 52        | 0,0   | N/A   |
| Total | Total                                         | 1 180     | 670          | =         | 100       | 3 866 282 | 100   | =     |